# Галип Дема
Галип Дема (на албански: Galip Dema, на македонска литературна норма: Галип Дема) е политик от Социалистическа република Македония.

## Биография
Роден е на 27 април 1919 година в село Хомеш, Албания. Завършва Юридическия факултет на Белградския университет. Взема участие в Комунистическата съпротива във Вардарска Македония и е носител на партизански възпоменателен медал 1941 година. След Втората световна война върши различни дейности като управител на околийски и окръжен народен комитет за вътрешни работи, просвета и финанси. Председател е на общинския съд, съдия на окръжен съд. Известен период от време е републикански секретар за правосъдие на Социалистическа република Македония. Председател е на Околийския комитет на Червения кръст и член на Управата на Сдружението на юристите на Македония.